# 中国驻印度尼西亚大使馆
中华人民共和国驻印度尼西亚共和国大使馆，简称中国驻印度尼西亚大使馆，是中华人民共和国驻印度尼西亚共和国的外交代表机构。

## 机构设置
根据有关规定，中国驻印度尼西亚大使馆设置下列机构：

### 内设机构
- 政治处
- 新闻和公共外交处
- 经济商务处
- 文化处
- 武官处
- 领事侨务处
- 办公室

### 总领事馆
- 中国驻泗水总领事馆
- 中国驻棉兰总领事馆
- 中国驻登巴萨总领事馆